# Bacchisa melanura
Bacchisa melanura är en skalbaggsart som först beskrevs av Francis Polkinghorne Pascoe 1867.  Bacchisa melanura ingår i släktet Bacchisa och familjen långhorningar. Inga underarter finns listade.